# Culicoides cinereus
Culicoides cinereus är en tvåvingeart som först beskrevs av Jean-Jacques Kieffer 1925.  Culicoides cinereus ingår i släktet Culicoides och familjen svidknott. Inga underarter finns listade i Catalogue of Life.